# Challenger de Sidney
El Nature's Way Sydney Tennis International es un torneo de tenis celebrado en Sídney, Australia desde 2013. El evento forma parte del ATP Challenger Series y se juega en canchas duras.

## Finales anteriores

### Individual
| Año  | Campeón      | Finalista | Resultado |
| ---- | ------------ | --------- | --------- |
| 2013 | Nick Kyrgios | Matt Reid | 6-3, 6-2  |

### Dobles
| Año  | Campeón                     | Finalista              | Resultado        |
| ---- | --------------------------- | ---------------------- | ---------------- |
| 2013 | Brydan Klein Dane Propoggia | Alex Bolt Nick Kyrgios | 6-4, 4-6, [11-9] |

- Datos: Q6980868